# Efeito Doppler relativístico
O efeito Doppler relativístico é a mudança aparente da frequência da luz, para objetos (fonte emissora ou detector) que se movem em velocidades relativísticas. No efeito Doppler clássico, como o caso de ondas sonoras, a velocidade da fonte em relação ao detector tem influência na frequência aparente da onda (pode ser um acréscimo ou decréscimo), tomando como referencial o ar. Como a luz é uma onda eletromagnética, e não depende de um meio para propagação, a frequência observada irá apenas depender da velocidade relativa de ambos. Nesses casos relativísticos, uma distinção entre o movimento da fonte e do receptor não pode ser feita, portanto o efeito Doppler clássico não será utilizado. A razão é que o intervalo de tempo medido no referencial da fonte e do receptor são diferentes.

Ilustração da mudança da frequência da luz e consequentemente sua cor, quando o observador se move para a direita, se aproximando da velocidade da luz

Levando em conta essas características relativísticas, temos que a frequência {\displaystyle f\,} medida por um observador e a frequência emitida pela fonte {\displaystyle f_{0}\,} (dita frequência própria) estão relacionadas pela expressão:
{\displaystyle f=f_{0}{\sqrt {\frac {1\pm \beta }{1\mp \beta }}}}
Onde {\displaystyle \beta } é a razão entre a velocidade (fonte ou observador), e a velocidade da luz {\displaystyle c} (299 792 458 m/s).
O sinal de {\displaystyle \beta } depende da situação analisada:
- se o observador está se afastando da fonte, a frequência percebida por ele deve ser menor do que a frequência própria, assim, temos o sinal negativo no numerador e positivo no denominador;
- se o observador está se aproximando da fonte, a frequência percebida por ele deve ser maior do que a frequência própria, assim, temos o sinal positivo no numerador e negativo no denominador.

## Prova 1
Considerando uma fonte de velocidade {\displaystyle v\,} (em relação ao observador) se aproximando do receptor das ondas eletromagnéticas. Se a fonte luminosa emite {\displaystyle n\,} frentes de onda durante certo intervalo de tempo {\displaystyle \Delta t} (medido pelo observador), a fonte percorre uma distância {\displaystyle v\Delta t} e a frente de onda {\displaystyle c\Delta t}. O comprimento de onda {\displaystyle \lambda } para o observador será:

Fonte que emite ondas luminosas (evento) em um referencial x'y' com velocidade v se aproximando do observador que está no referencial xy. D é a distância original entre os dois referenciais.

{\displaystyle \lambda ={\frac {c\Delta t-v\Delta t}{n}}}
A frequência {\displaystyle f'} vista pelo observador será:
{\displaystyle f'={\frac {c}{\lambda }}={\frac {c}{(c-v)}}\cdot {\frac {n}{\Delta t}}={\frac {1}{1-(v/c)}}\cdot {\frac {n}{\Delta t}}}
Se denotarmos a frequência emitida pela fonte (no referencial da fonte) por {\displaystyle f_{0}\,}, temos que ela emite {\displaystyle n=f_{0}\Delta t'} ondas num intervalo de tempo {\displaystyle \Delta t'} (medido no referencial da fonte). Como {\displaystyle (v/c)=\beta } temos:
{\displaystyle f'={\frac {1}{1-\beta }}\cdot {\frac {n}{\Delta t}}={\frac {f_{0}}{1-\beta }}\cdot {\frac {\Delta t'}{\Delta t}}}
Incluindo a dilatação temporal em nossa análise e lembrando que {\displaystyle \Delta t'} é um intervalo de tempo próprio, temos uma relação entre {\displaystyle \Delta t} e {\displaystyle \Delta t'}:
{\displaystyle \Delta t=\gamma \Delta t'={\frac {\Delta t'}{\sqrt {1-\beta ^{2}}}}}
Onde {\displaystyle \gamma ={\frac {1}{\sqrt {1-\beta ^{2}}}}} é um parâmetro denominado fator de Lorentz. Relacionando ambas expressões temos:
{\displaystyle f'={\frac {f_{0}}{1-\beta }}{\sqrt {1-\beta ^{2}}}=f_{0}{\sqrt {\frac {1+\beta }{1-\beta }}}}
Assim, essa expressão difere do efeito Doppler clássico devido a consideração da dilatação temporal.
Se relacionarmos o comprimento de onda da luz como {\displaystyle \lambda ={\frac {c}{f}}} temos:
{\displaystyle {\frac {\lambda _{0}}{\lambda }}={\sqrt {\frac {1+\beta }{1-\beta }}}}
Onde {\displaystyle \lambda _{0}} é o comprimento de onda próprio e {\displaystyle \lambda } é o comprimento de onda visto pelo observador.

## Prova 2
Considere-se um referencial {\displaystyle S'} que se desloca a uma velocidade {\displaystyle {\vec {v}}} no qual a dado instante é emitido um sinal luminoso. Considere-se ainda um referencial {\displaystyle S} em repouso no qual o sinal é recebido. Cada observador irá fazer medições diferentes dos mesmos acontecimentos no respetivo referencial.
Em {\displaystyle S'} a distância entre duas frentes de onda, isto é, o comprimento de onda do sinal, é dado por {\displaystyle \lambda '=c\Delta t'}, com uma frequência no emissor de {\displaystyle f'={\frac {1}{\Delta t'}}}. Por outro lado, em {\displaystyle S} é preciso levar em conta a velocidade {\displaystyle {\vec {v}}} com que se desloca a fonte luminosa. Quando uma nova frente de onda é emitida, a fonte luminosa terá percorrido uma distância {\displaystyle \Delta x={\vec {v}}\Delta t}, encurtando o comprimento de onda, pelo que a distância entre as frentes de onda medido em {\displaystyle S} será {\displaystyle \lambda =c\Delta t-v\Delta t}. Então, a frequência recebida no referencial {\displaystyle S} será {\displaystyle f={\frac {c}{\lambda }}={\frac {c}{(c-v)\,\Delta t}}}.
Desenvolvendo a equação temos: {\displaystyle \displaystyle f={\frac {1}{\frac {(c-v)\,\Delta t}{c}}}={\frac {1}{(1-{\frac {v}{c}})\Delta t}}}
Substituindo o intervalo de tempo pela equação relativista, {\displaystyle \displaystyle {\frac {1}{(1-{\frac {v}{c}})\gamma \Delta t'}}}
Expandindo o fator de Lorentz e verificando que o quociente do intervalo de tempo é a frequência no referencial emissor {\displaystyle S'}, {\displaystyle \displaystyle {\frac {\sqrt {1-{\frac {v^{2}}{c^{2}}}}}{(1-{\frac {v}{c}})}}f'}
Observando que o interior da raiz é um caso notável de diferença de quadrados, {\displaystyle \displaystyle {\frac {\sqrt {(1-{\frac {v}{c}})(1+{\frac {v}{c}})}}{(1-{\frac {v}{c}})}}f'={\sqrt {\frac {(1-{\frac {v}{c}})(1+{\frac {v}{c}})}{(1-{\frac {v}{c}})(1-{\frac {v}{c}})}}}f'={\sqrt {\frac {1+{\frac {v}{c}}}{1-{\frac {v}{c}}}}}f'}
Pelo que se conclui que {\displaystyle f=f'{\sqrt {\frac {c+v}{c-v}}}}.

## Efeito Doppler relativístico transversal
Quando a direção da velocidade de uma fonte luminosa é perpendicular a uma reta que liga o ponto P ao detector, como ilustra a figura ao lado, temos o chamado efeito Doppler transversal. Nessa situação a frequência detectada pelo observador quando a fonte passa por P é:
{\displaystyle f=f_{0}{\sqrt {1-\beta ^{2}}}}

Fonte de ondas luminosas S com velocidade v passa por detector D. Quando S passa por P temos o efeito Doppler transversal.

Se reescrevermos a equação acima em termos do período {\displaystyle T} da oscilação luminosa, temos, já que {\displaystyle T={\frac {1}{f}}}:
{\displaystyle T={\frac {T_{0}}{\sqrt {1-\beta ^{2}}}}=\gamma T0}
Onde {\displaystyle T_{0}={\frac {1}{f_{0}}}} é o período próprio.
Este fenômeno não é observado no efeito Doppler clássico.

## Aplicações

### Astronomia
A partir de observações astronômicas, cientistas visualizaram um desvio para o vermelho de certas fontes luminosas, como estrelas ou galáxias, ou seja, determinadas fontes que deveriam emitir certa frequência luminosa de acordo com a sua constituição física, estavam emitindo uma frequência menor, tendendo assim ao vermelho do espectro luminoso, efeito conhecido como redshift. Concluiu-se que, se uma estrela está em repouso em relação a um observador terrestre detectamos a luz emitida pela fonte com a frequência própria {\displaystyle f_{0}}. Quando, porém, a estrela se afasta ou se aproxima a frequência detectada aumenta ou diminui devido ao efeito Doppler relativístico. Pode-se medir, a partir dessas observações a velocidade radial da estrela em relação a terra.
Em 1929, Edwin Hubble concluiu que o universo está em frequente expansão devido ao fenômeno do desvio para o vermelho. Por exemplo, a velocidade de afastamento de uma galáxia a 300 milhões de anos-luz é de aproximadamente 70 Km/s.

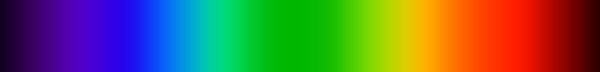
Temos, da direita para a esquerda, um aumento na frequência no espectro visível da luz.

### Sistema de Posicionamento Global GPS
Utilizando sinais de rádio que fornecem a localização de um satélite, para o caso, por exemplo, de um receptor em um avião, o movimento relativo de ambos ocasiona uma mudança de frequência justificada pelo efeito Doppler. Apesar da contribuição relativística ser praticamente negligenciável, os engenheiros devem levar em conta esse fato para obter resultados precisos com o GPS.[carece de fontes?]